# Isabelle Grill
Matilda Isabelle Grill (Gotemburgo, 20 de septiembre de 1997) es una actriz sueca.

## Vida y carrera
Grill nació el 20 de septiembre de 1997 en Gotemburgo. Asistió a la Nordiska folkhögskolan. Posteriormente, estudió en la Stockholms dramatiska högskola. Debutó en 2019 en la película Midsommar. Luego, en 2020, participó en Svartklubb.
En 2022 fue seleccionada para la serie Clark. En 2023 apareció en Leva life. Ese mismo año obtuvo un papel principal en la película Vernissage hos Gud.
Desde 2019 vive en Estocolmo.

## Filmografía

### Películas
- 2019: Midsommar 2020: Svartklubb
- 2023: Vernissage hos Gud

### Series
- 2022: Clark
- 2023: Leva life